# دشت امام (قلعه‌گنج)
دشت امام، روستایی در دهستان چاه دادخدا بخش چاه دادخدا شهرستان قلعه‌گنج در استان کرمان ایران است.

## جمعیت
بر پایه سرشماری عمومی نفوس و مسکن در سال ۱۳۹۵، جمعیت این روستا برابر با ۲۶ نفر (۸ خانوار) بوده‌است.